# Is it Right
«Is it Right» (укр. «Чи це вірно») — пісня німецького гурту «Elaiza», з якою він представляв Німеччину на пісенному конкурсі Євробачення 2014 у Копенгагені, Данія. У фіналі пісня з 39 балами посіла 18 місце серед 26 виконавців. Сингл увійшов до дебютного альбому гурту Gallery що вийшов 24 березня 2014.